# Železniční trať Česká Třebová – Přerov
Železniční trať Česká Třebová – Přerov je důležitá železniční trať tvořící spojení Prahy se severní Moravou, Slezskem, Polskem a Slovenskem. Je součástí celostátní dráhy a v jízdním řádu pro cestující je uvedena jako trať 270 (společně s tratí Rudoltice v Čechách – Lanškroun), zároveň jsou dálkové vlaky zahrnuty i do tratě 001.
Trať je v celé své délce elektrizovaná a dvoukolejná. Trať je součástí třetího železničního koridoru.

## Historie
Úsek Přerov–Olomouc vybudovala Severní dráha císaře Ferdinanda (SDCF) jako odbočku své hlavní tratě Vídeň–Krakov. Provoz byl zahájen 17. října 1841. V době stagnace SDCF a v důsledku hospodářské krize a z rozhodnutí císaře Ferdinanda I. z 19. prosince 1841 převzal iniciativu ve výstavbě nejdůležitějších železnic stát. Do státní služby byli povoláni inženýři, jako Carl Ghega, Alois Negrelli, Anton Jüngling a další odborníci, kteří působili u SDCF. V roce 1842 bylo zřízeno c. k. generální ředitelství státních drah, jejímž ředitelem se stal Hermenegild von Francesconi. Severní státní dráha zahájila výstavbu úseku Olomouc – Praha 20. srpna 1842. Vedení jednotlivých úseků bylo rozděleno následovně:
- Olomouc–Pardubice vedl inženýr Karel Keissler
- Pardubice–Praha vedl Jan Perner

Stavbu svršku a spodku prováděla firma bratří Kleinů. Pozemní stavby navrhoval vrchní inženýr Anton Jüngling. Dráha byla budována už pro dvoukolejný provoz i když byla položena pouze jedna kolej a dvoukolejná část byla jen v úseku Běchovice–Praha. Kolejový svršek navazoval na systém SDCF, takže pokračovala v anglické soustavě a anglickým rozchodem 1 435 mm. Kolejnice byly dodávány železárnami ve Vítkovicích, Svitavách, Blansku a železárnami bratří Kleinů v Sobotíně a později ve Štěpánově. Dokončena byla roku 1845, provoz byl zahájen 20. srpna na celé trati Olomouc – Praha. Pravidelná osobní doprava byla zahájena 1. září 1845 a nákladní doprava 1. října 1845. Vlak z Olomouce do Prahy projel trať bez zastávek za sedm hodin a čtyřicet minut. V letech 1845–1849 provozovala dráhu Olomouc–Praha pro stát SDCF, smlouva ale byla nevýhodná, proto byla dráha od roku 1849 provozována přímo státem. Vzhledem k neuspokojivé hospodářské situaci státu po roce 1848 byla Severní státní dráha roku 1854 privatizována, dráhu převzala soukromá Rakouská společnost státní dráhy (StEG).
Severní dráha císaře Ferdinanda byla zestátněna roku 1906, roku 1909 pak byla zestátněna i Rakouská společnost státní dráhy - provoz na celé trati převzaly Císařsko-královské státní dráhy (KKStB). Se vznikem Československa roku 1918 převzaly dráhu Československé státní dráhy (ČSD). Dráha představuje významnou spojnici mezi Čechami a Moravou a po vzniku Československa její význam ještě narůstal, proto byla v letech 1924 (úsek Olomouc–Přerov)  a 1930–1933 (úsek Česká Třebová – Olomouc) zdvoukolejněna.
V letech 1957–1960 byla trať postupně elektrizována napájecí soustavou 3 kV ss.
V letech 2002 až 2008 byla trať modernizována jako doplňující rameno II. železničního koridoru. V letech 2011 až 2012 byla trať převedena na dálkové řízení z CDP Přerov. V červnu 2019 byla zahájena instalace zabezpečovače ETCS. Výhradní provoz vlaků pod ETCS zde byl zahájen v lednu 2025 jako na první trati v České republice, která je součástí tranzitních železničních koridorů.

## Vybavení stanic
Na původním úseku železniční tratě z Olomouce do Prahy bylo dvacet šest stanic, které byly rozděleny podle tříd. Jedinou stanicí I. třídy byla Praha, II. třídy Pardubice a III. třídy Zábřeh na Moravě a Česká Třebová. Do IV. třídy byly zařazeny stanice Červenka, Mohelnice, Žichlínek, Třebovice v Čechách, Ústí nad Orlicí město, Choceň, Zámrsk, Moravany, Přelouč, Týnec nad Labem (později Záboří nad Labem), Nový Kolín, Pečky, Český Brod a Běchovice. Do V. třídy bylo zařazeno zbylých sedm stanic Štěpánov, Lukavice, Hoštejn, Krasíkov, Rudoltice, Brandýs nad Orlicí, Uhersko a Úvaly. Olomouc pro své strategické postavení vojenské pevnosti byla z tohoto třídění vyjmuta a měla své specifické podmínky.
K vybavení stanic patřila výpravní a odbavovací budova, domy (byty ve výpravně) pro strojvůdce a mistra dílen,  skladiště, vodárna, dílny, výtopna, vozová remíza a strážní domek.  Pražské nádraží mělo individuální řešení.  Hradbou se šesti průjezdnými branami bylo hlavové nádraží rozděleno na vnitřní a vnější. Ve vnitřním byla osobní a nákladní část, ve vnějším veškeré provozní zázemí, výtopny a hlavní dílny. V Pardubicích byly výpravní budova se dvěma čekárnami a s nástupištní halou, dvoukolejná výtopna s dílnami, vodárna, obytné domy a skladiště. Ve stanici III. třídy byly výpravní budova se dvěma čekárnami, remíza, dílny, vodárna a obytné domy. U stanic IV. třídy výpravna s čekárnou, pokladnou a dvěma byty pro výpravčího a technického úředníka, remíza, vodárna, součástí byl strážní domek. Stanice V. třídy byly vybaveny strážním domkem. Se vzrůstajícím nebo klesajícím významem byly stanice rozšiřovány a přestavovány.

## Fotogalerie

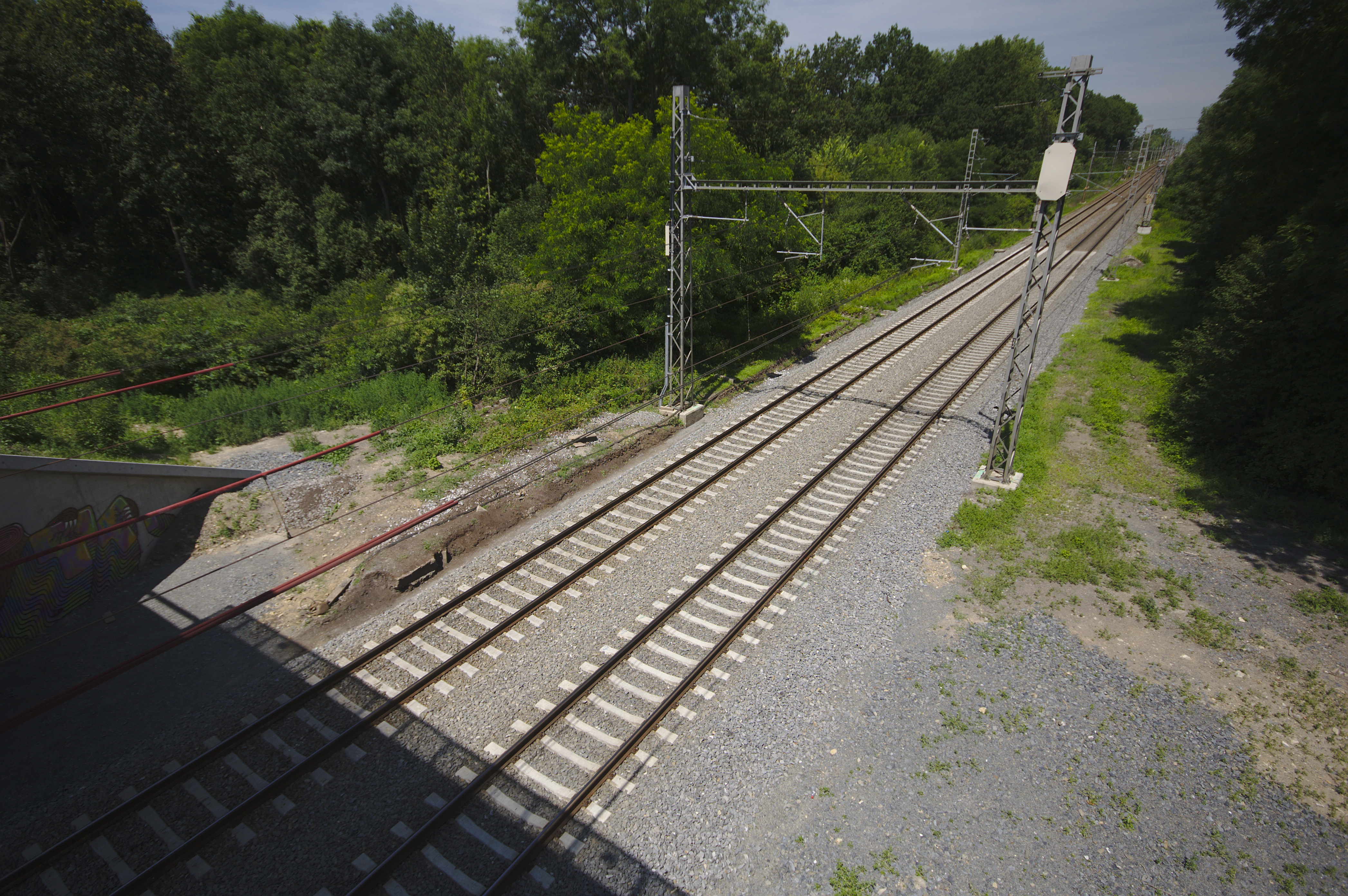
Železniční trať 270 z mostu pro pěší a cyklisty u Černovíru
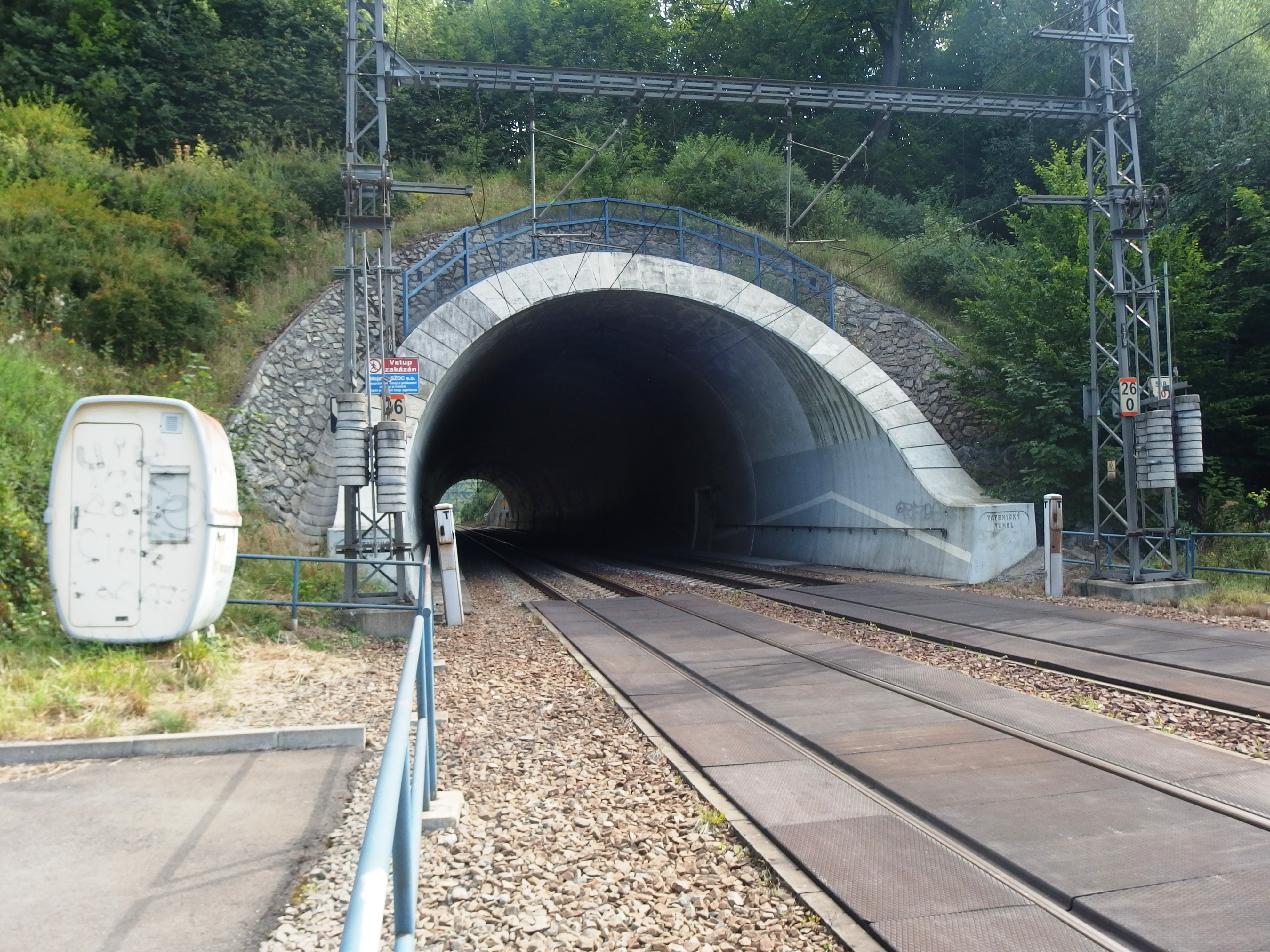
Tatenický tunel
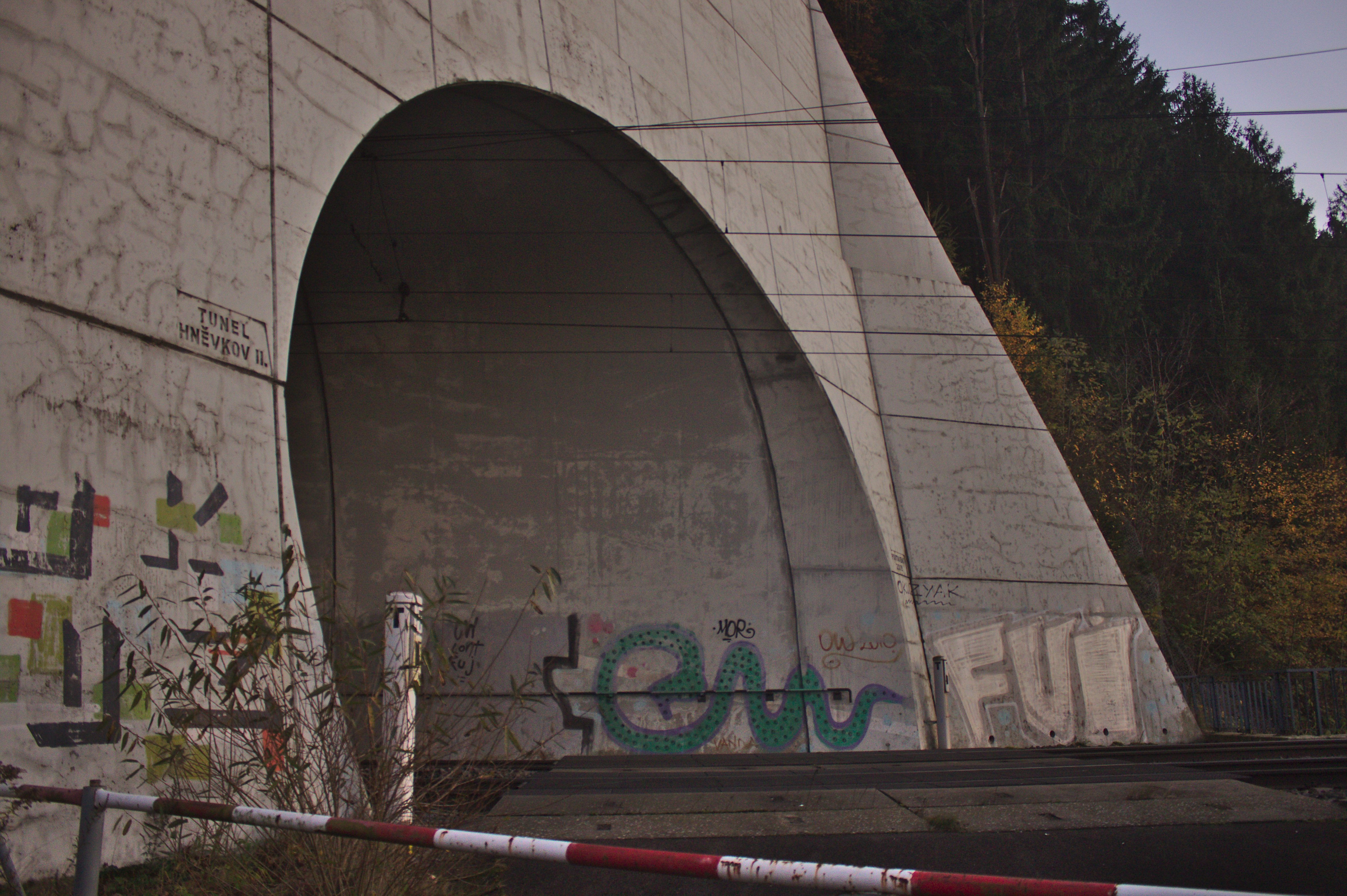
Hněvkovský tunel II

## Stanice a zastávky

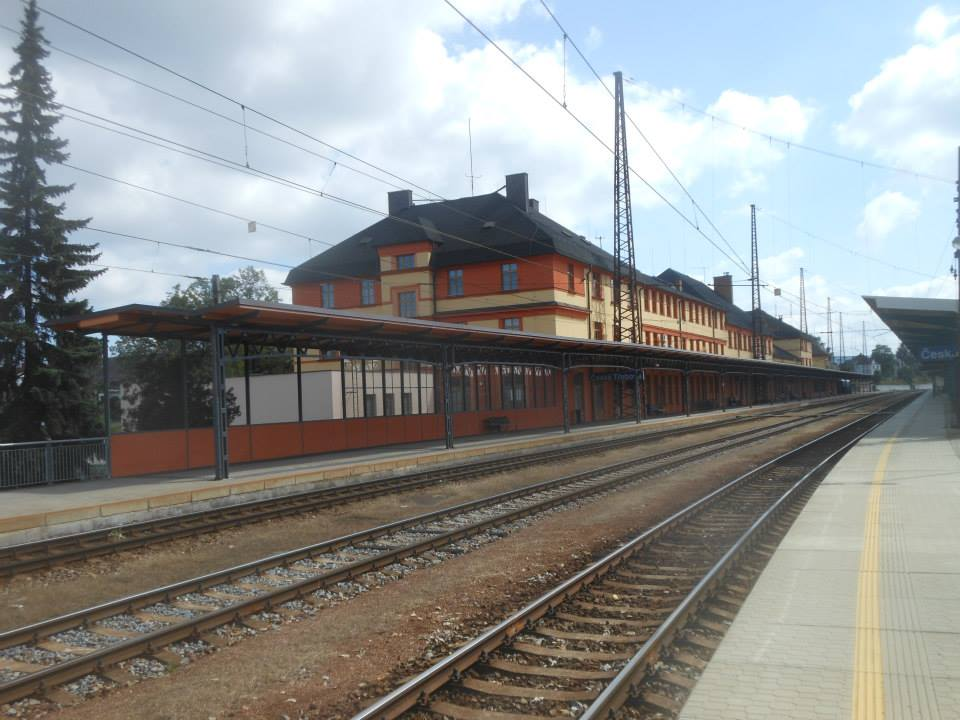
Česká Třebová
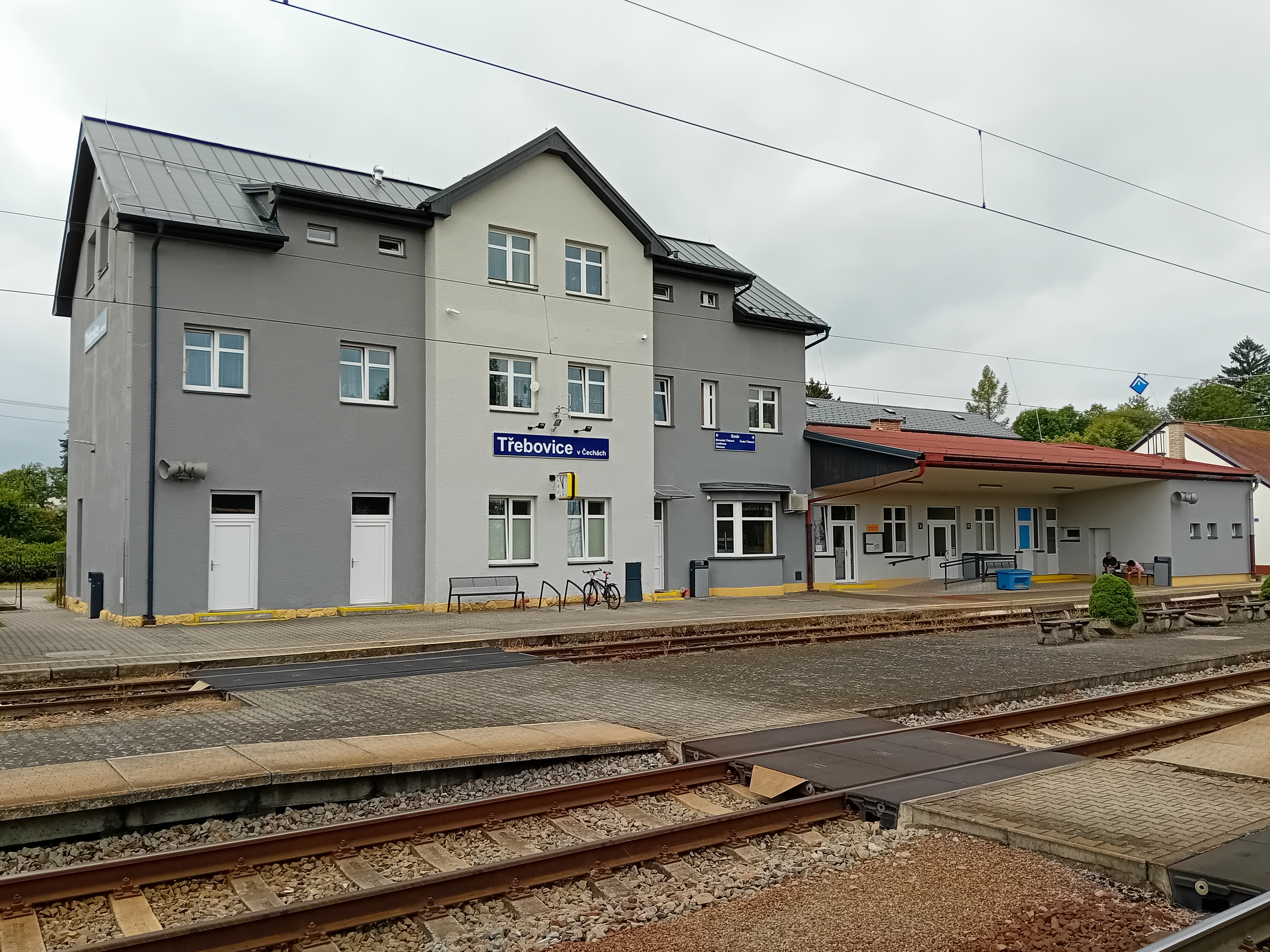
Třebovice v Čechách
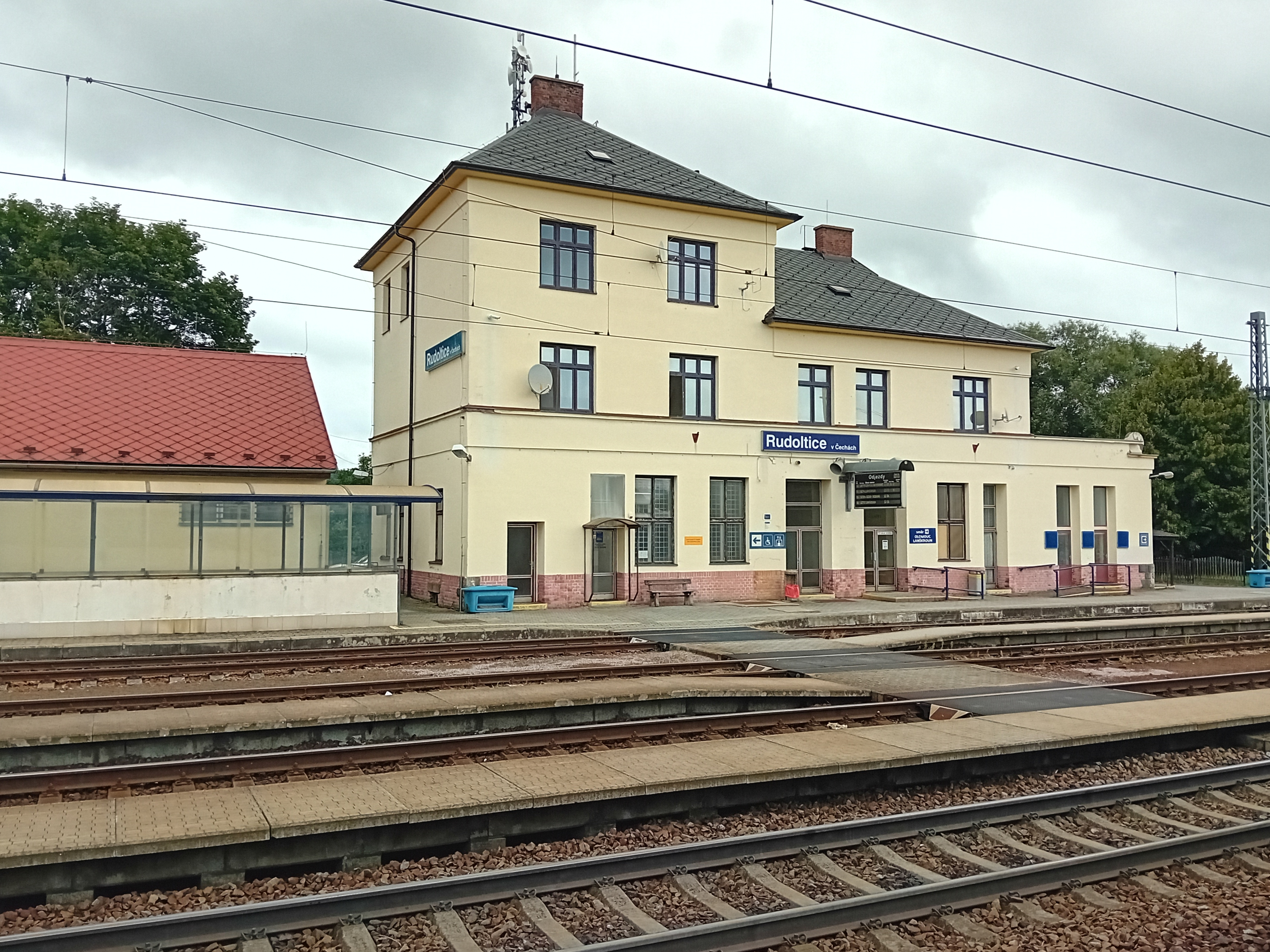
Rudoltice v Čechách
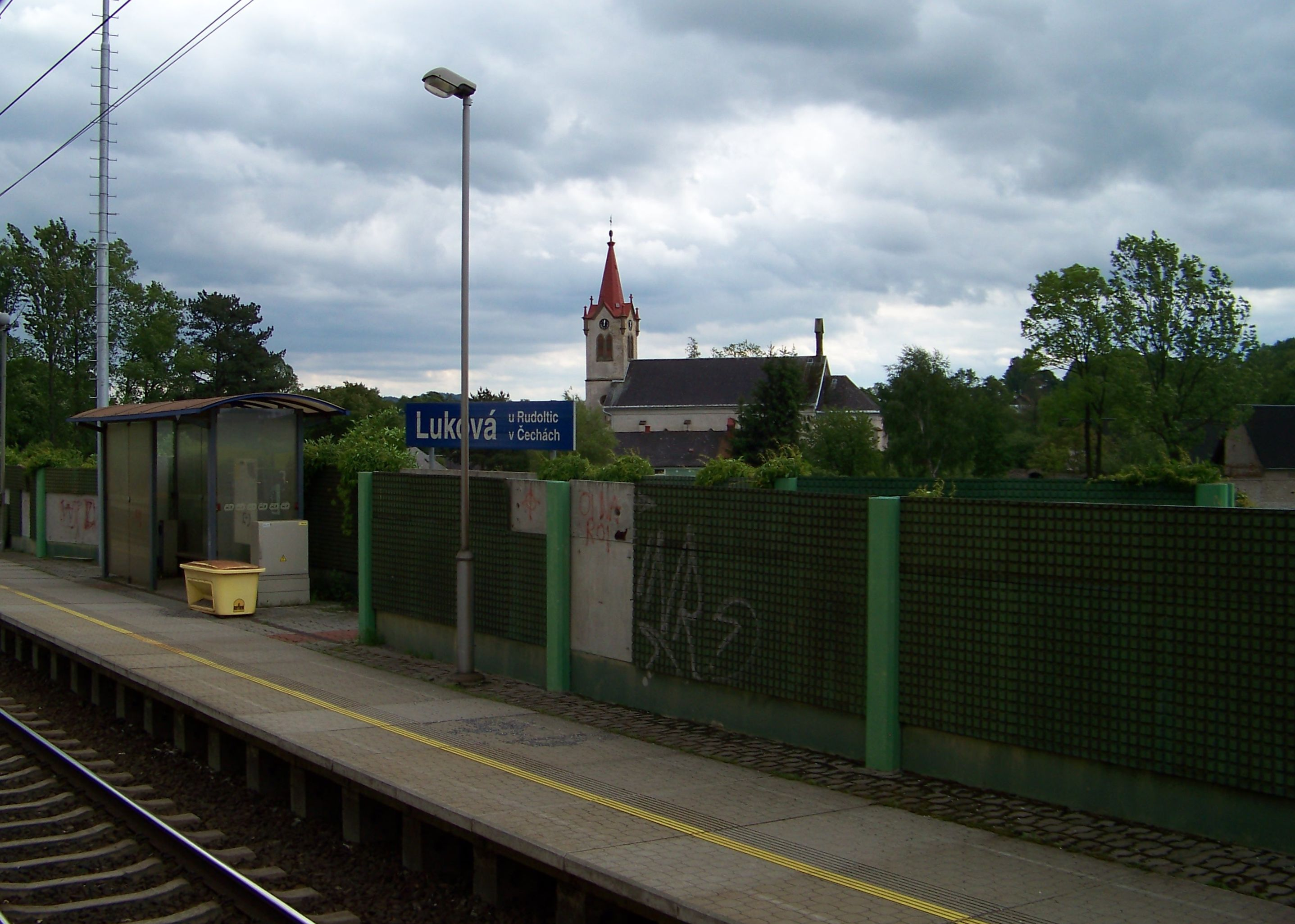
Luková u Rudoltic v Čechách
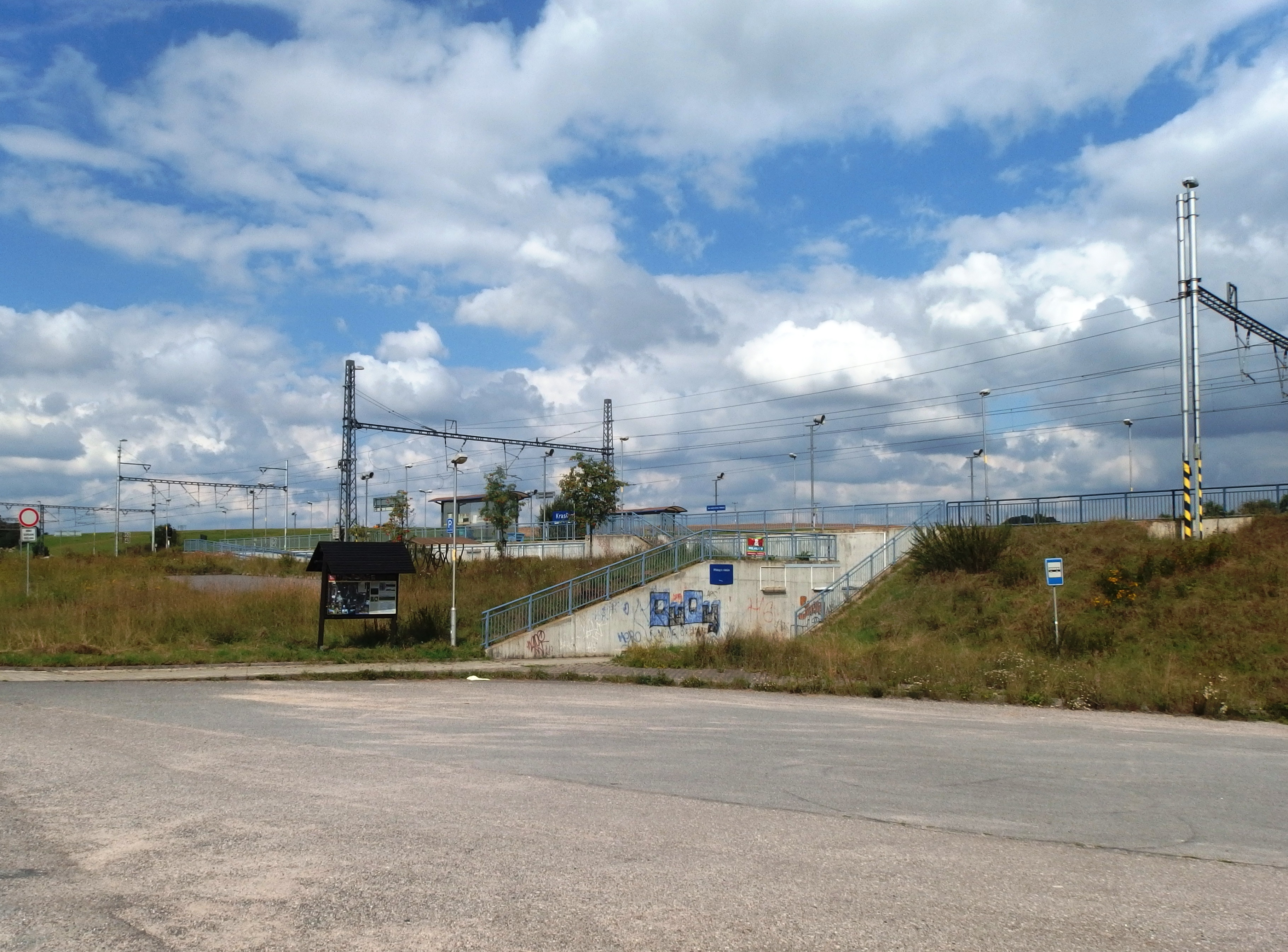
Krasíkov
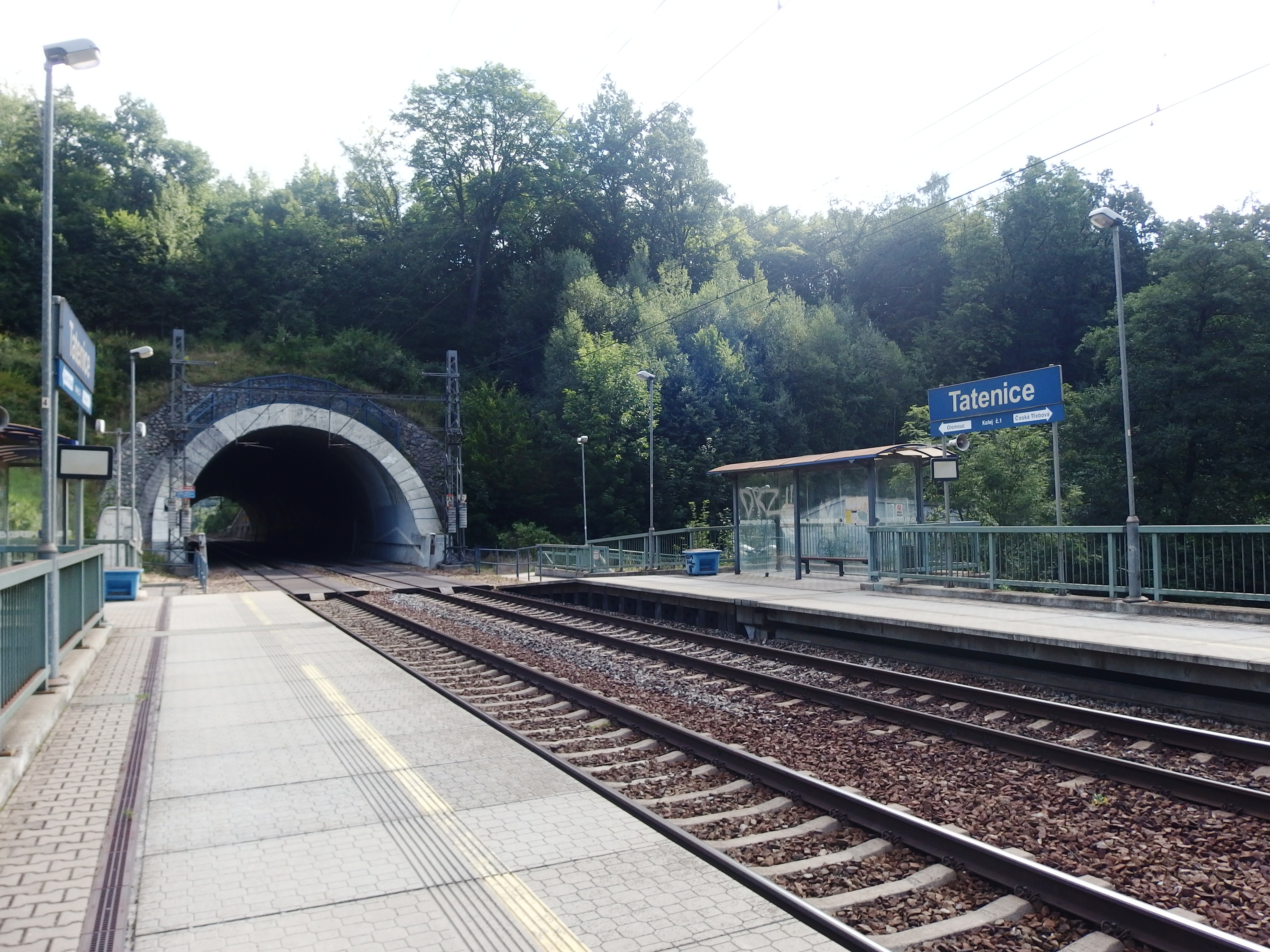
Tatenice
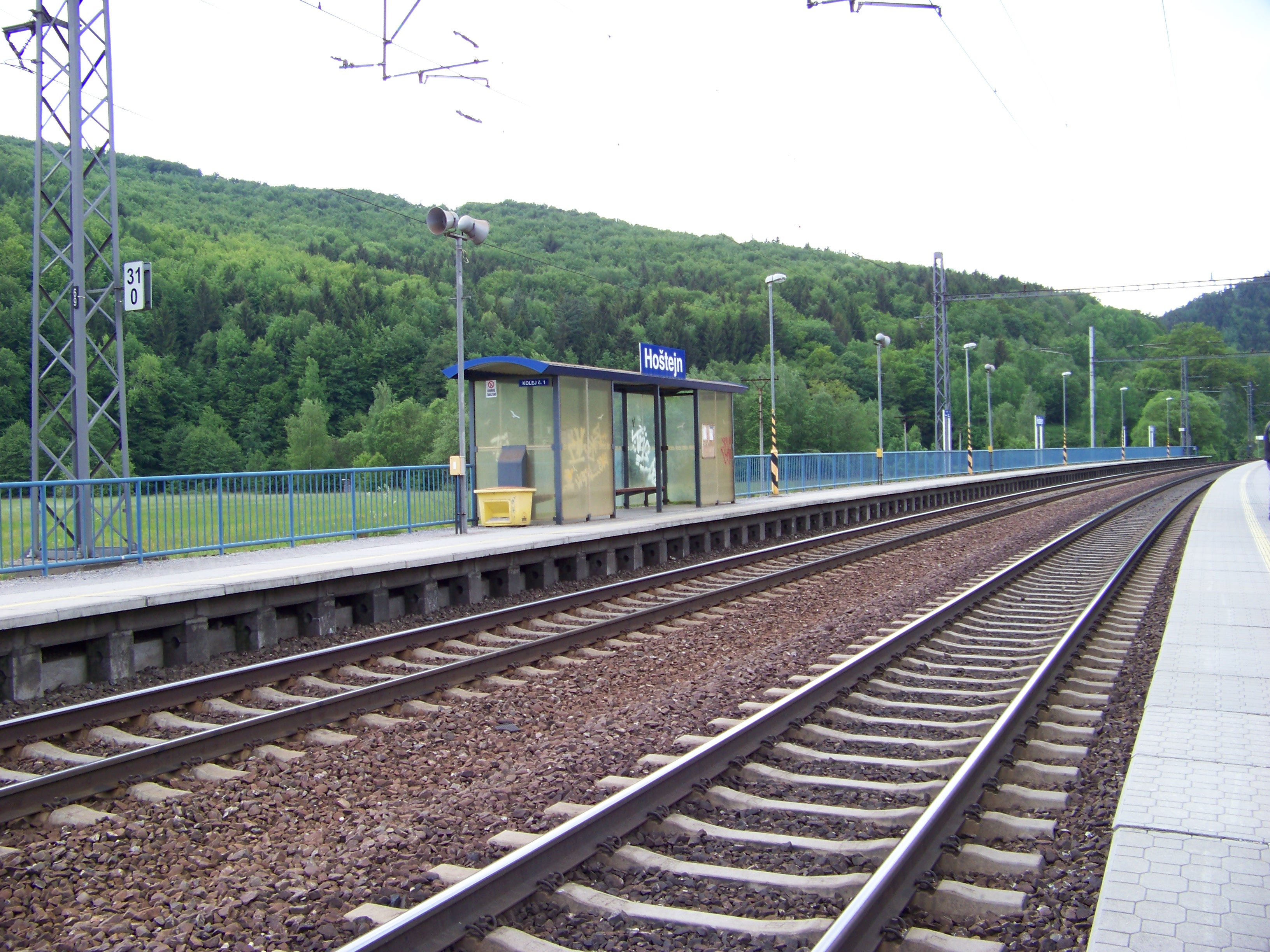
Hoštejn
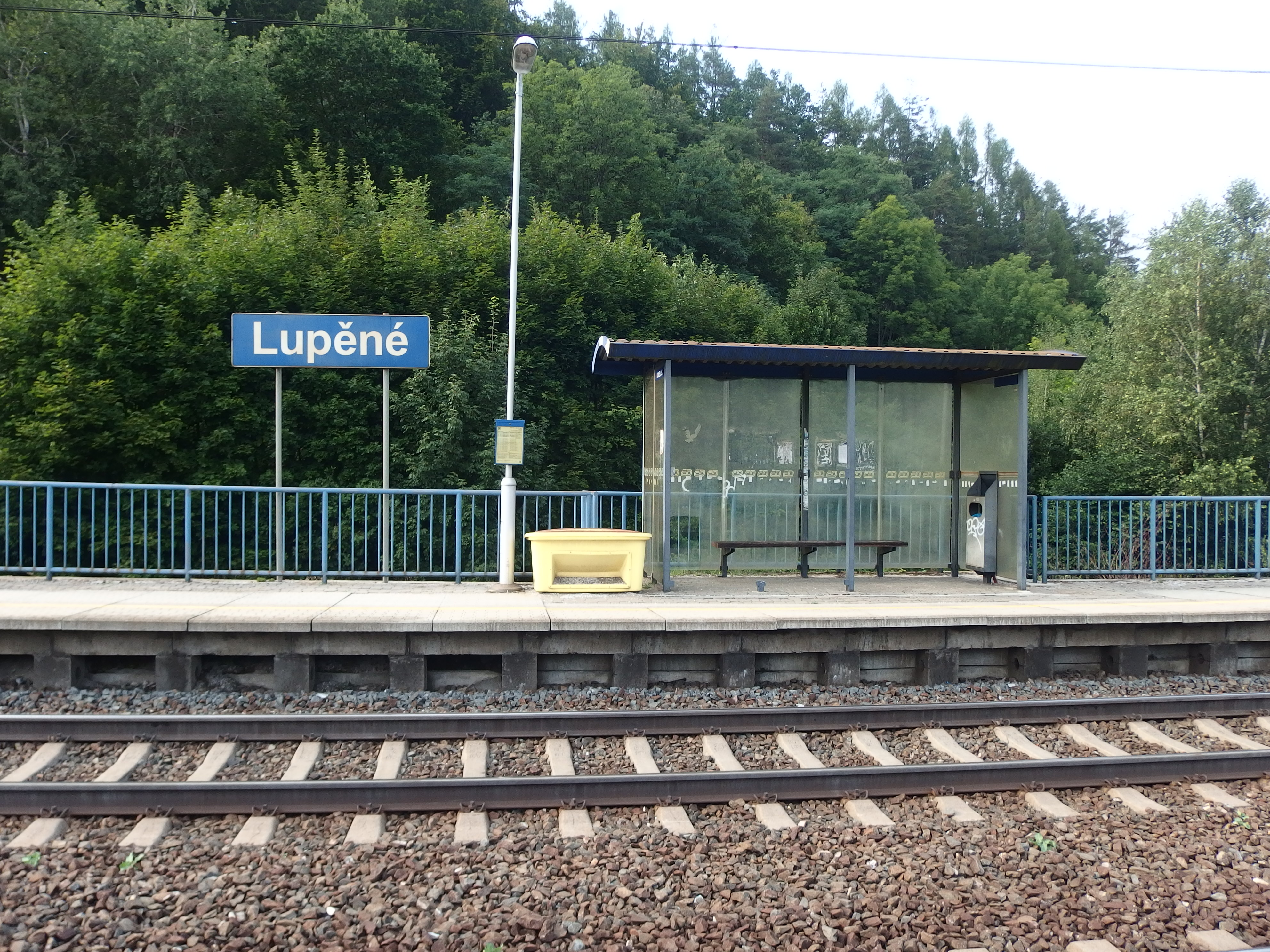
Lupěné
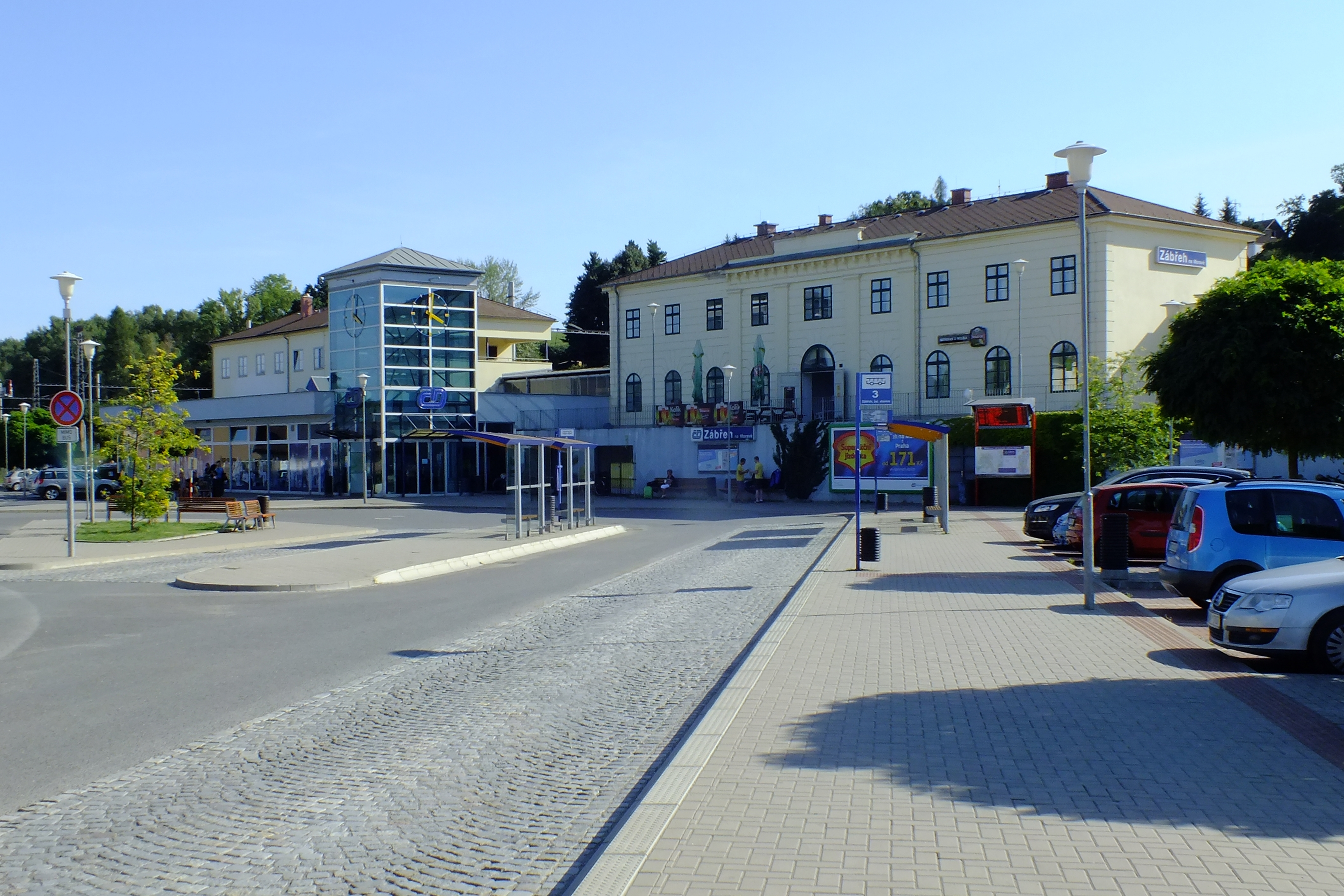
Zábřeh na Moravě
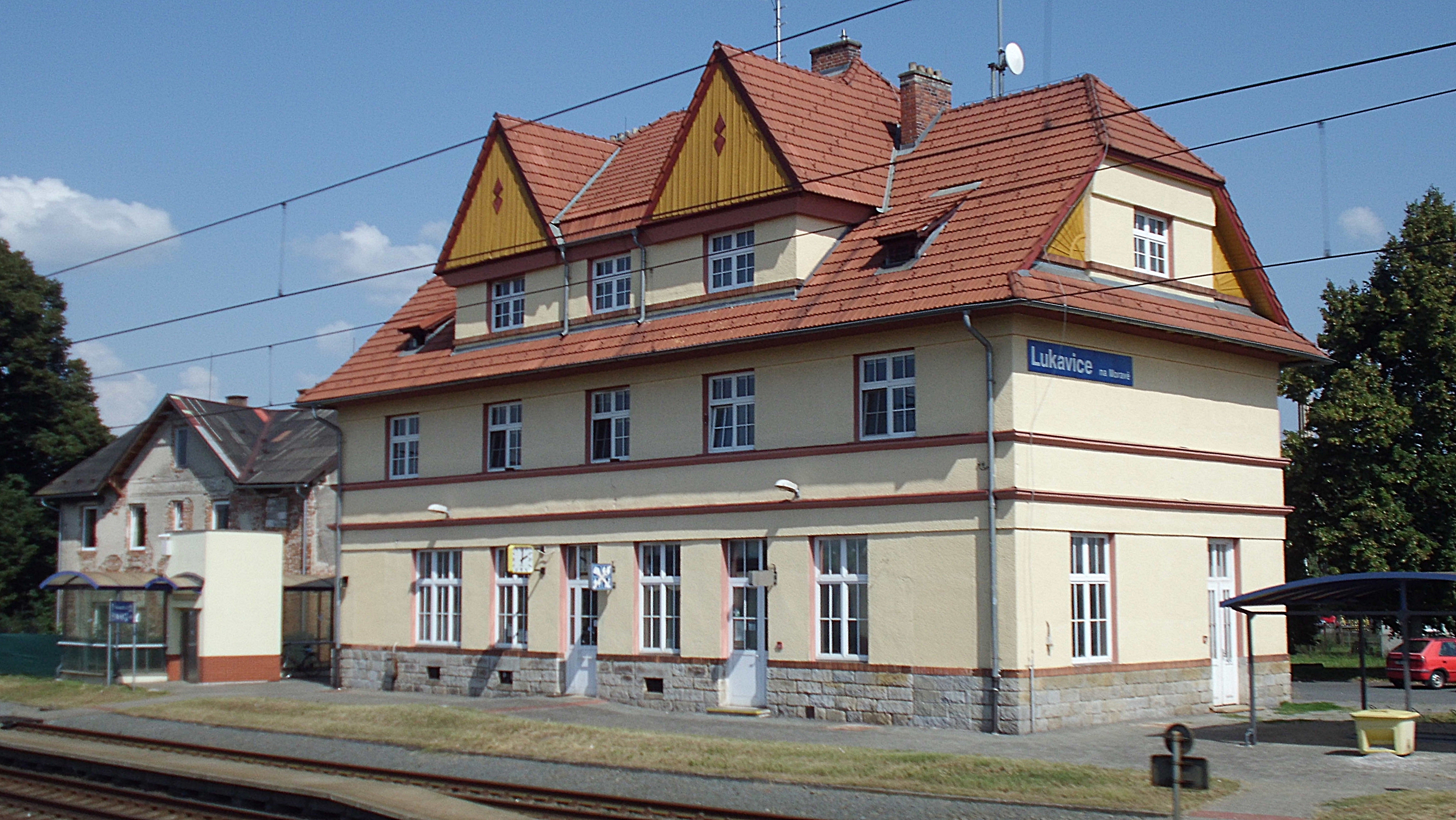
Lukavice na Moravě
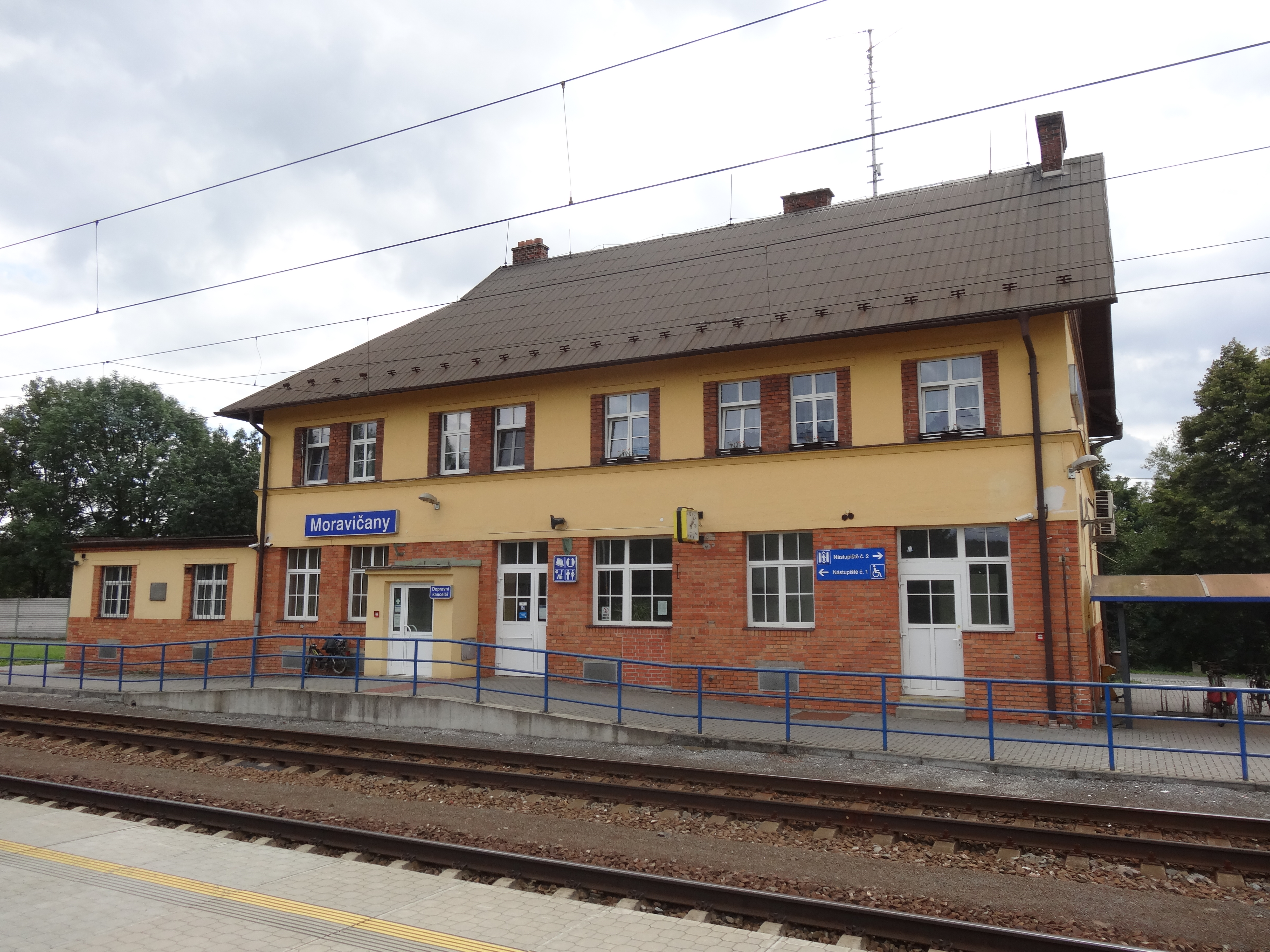
Moravičany
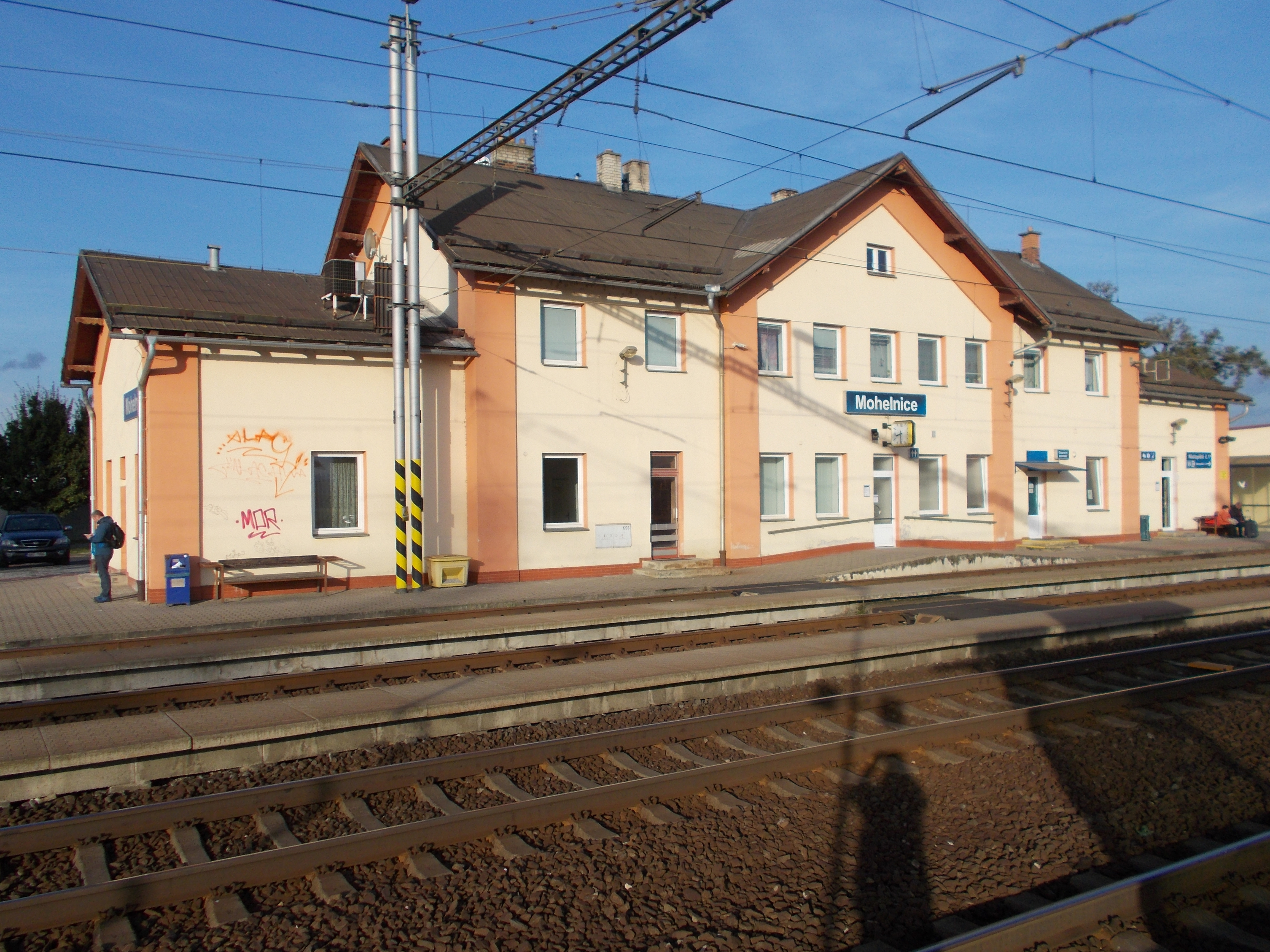
Mohelnice
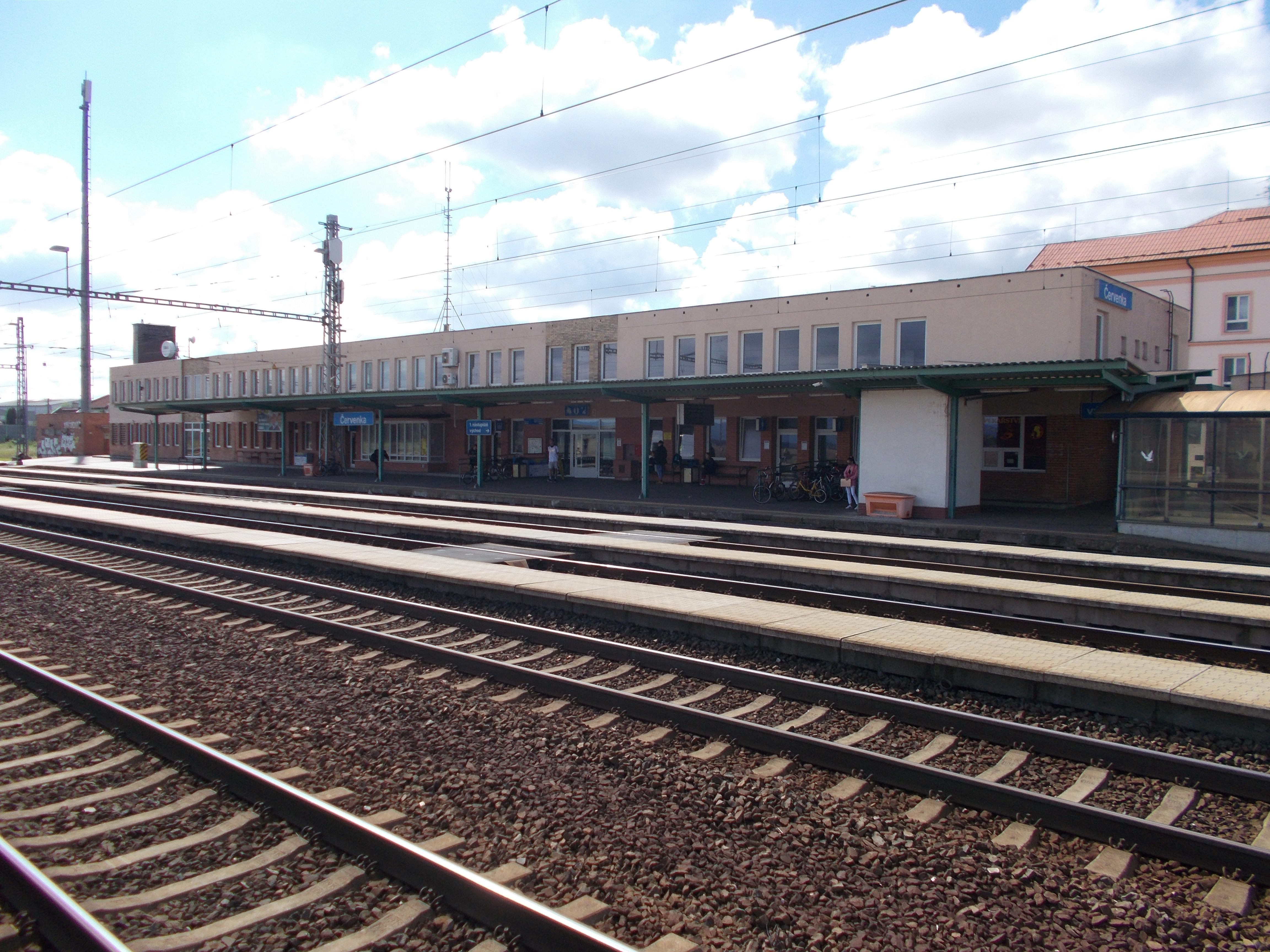
Červenka
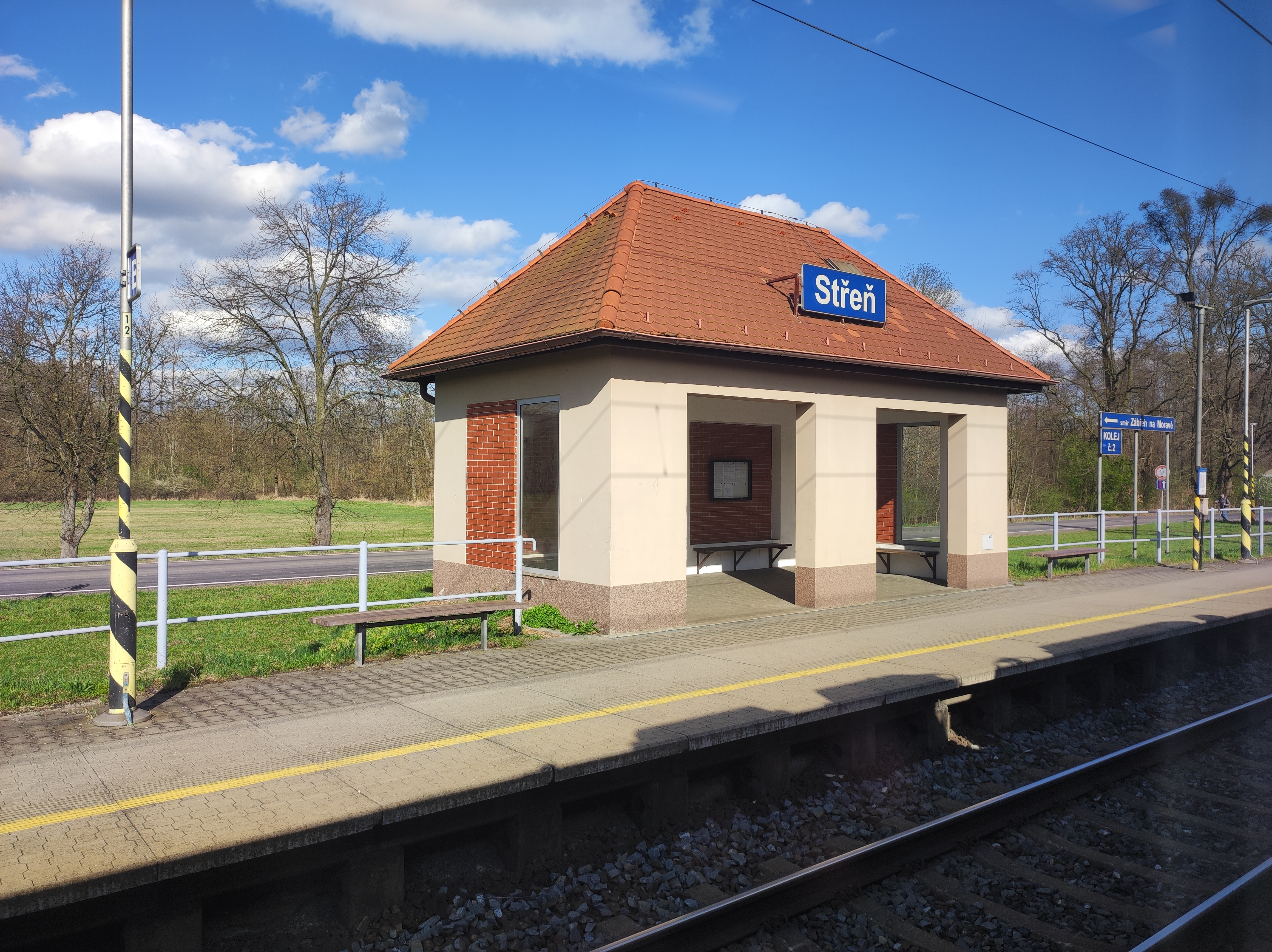
Střeň
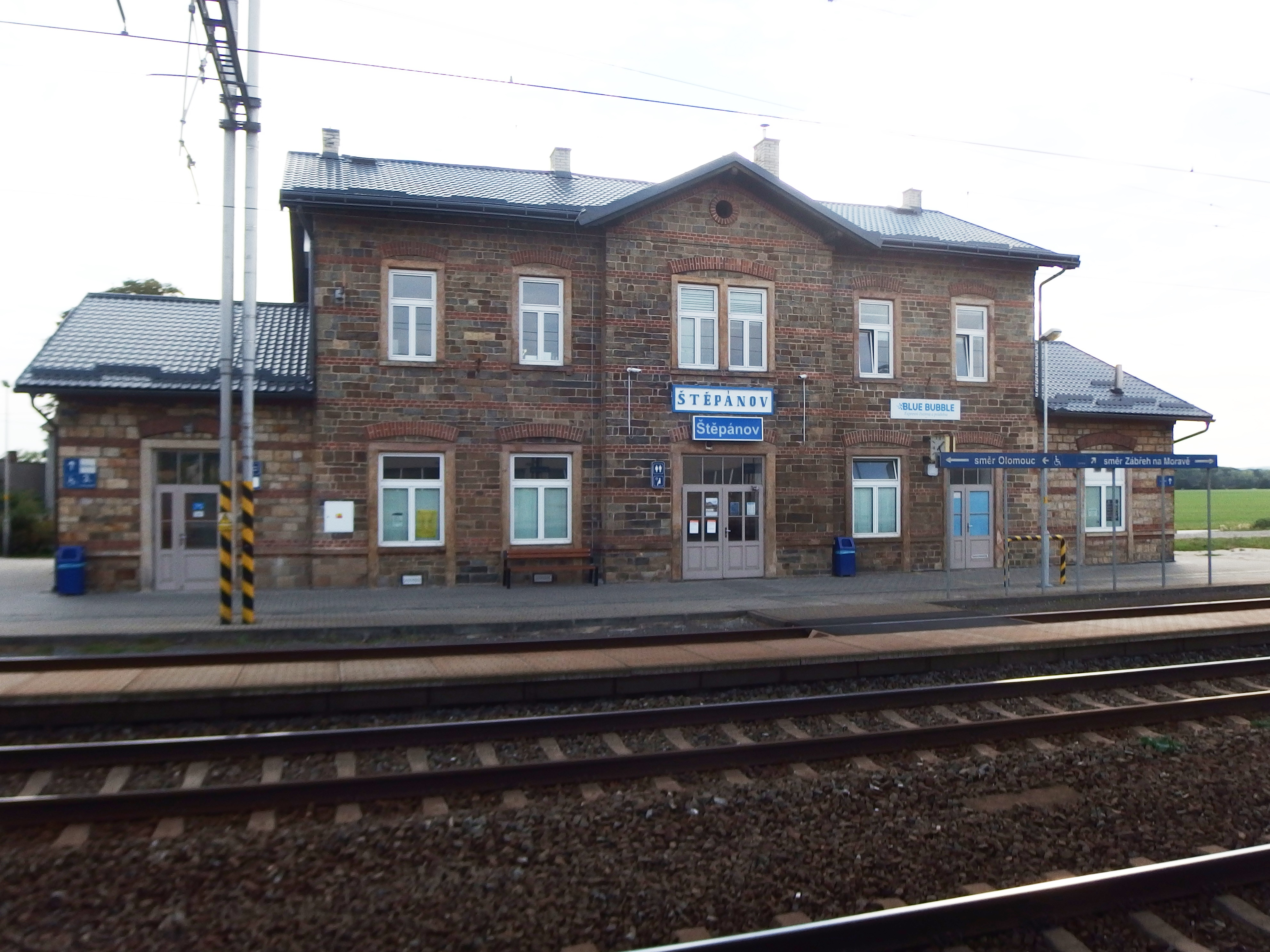
Štěpánov
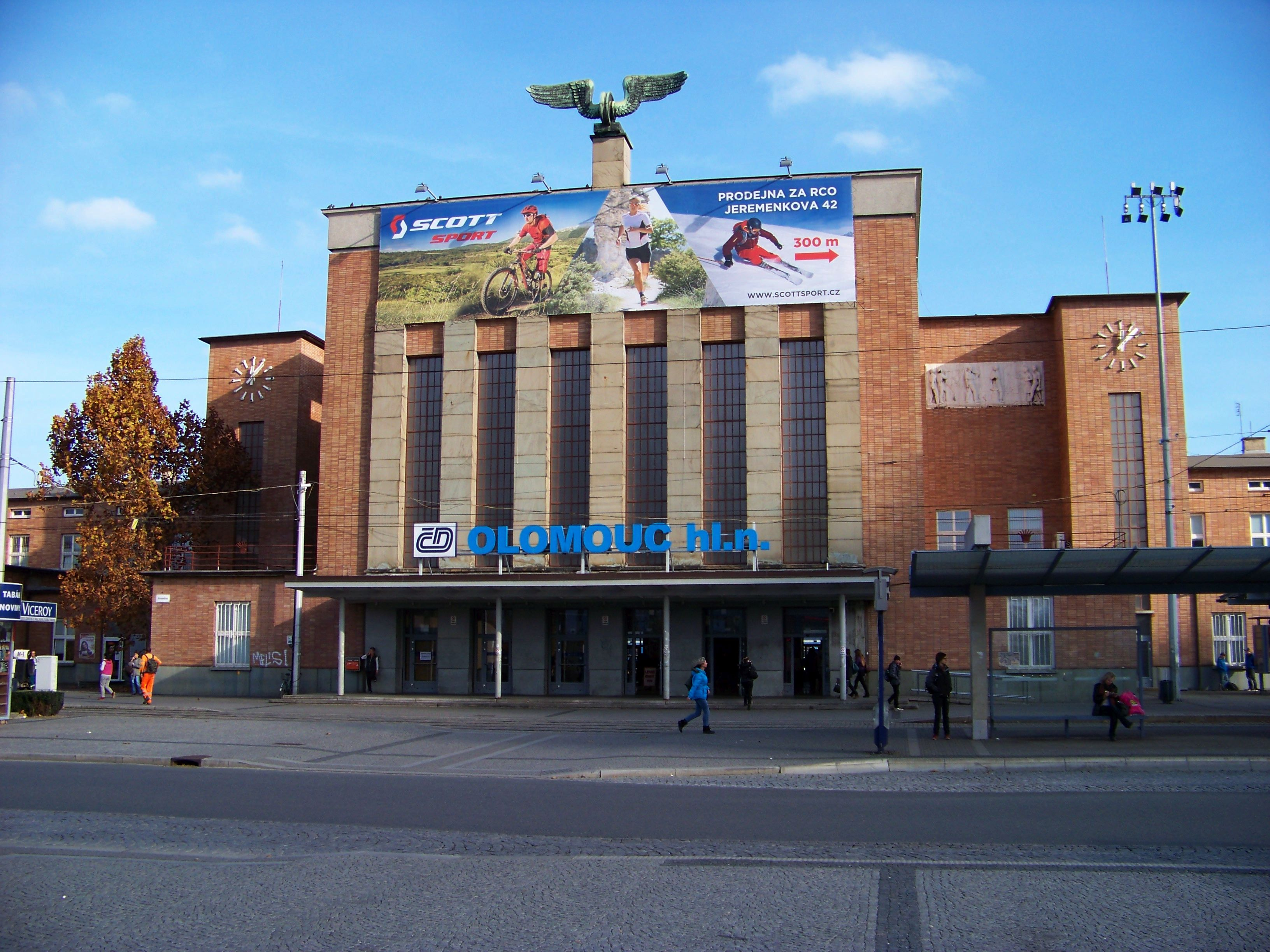
Olomouc hlavní nádraží
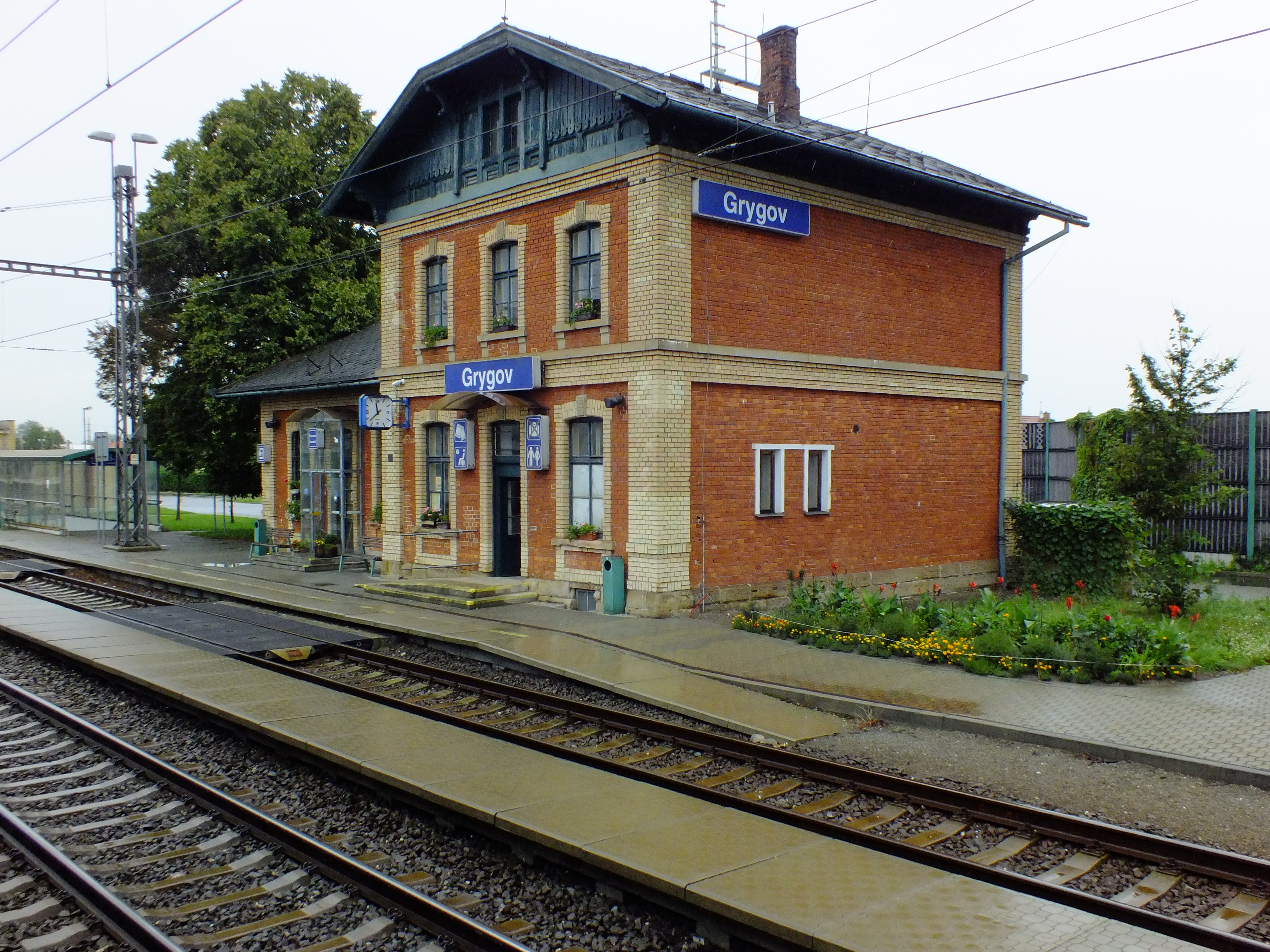
Grygov
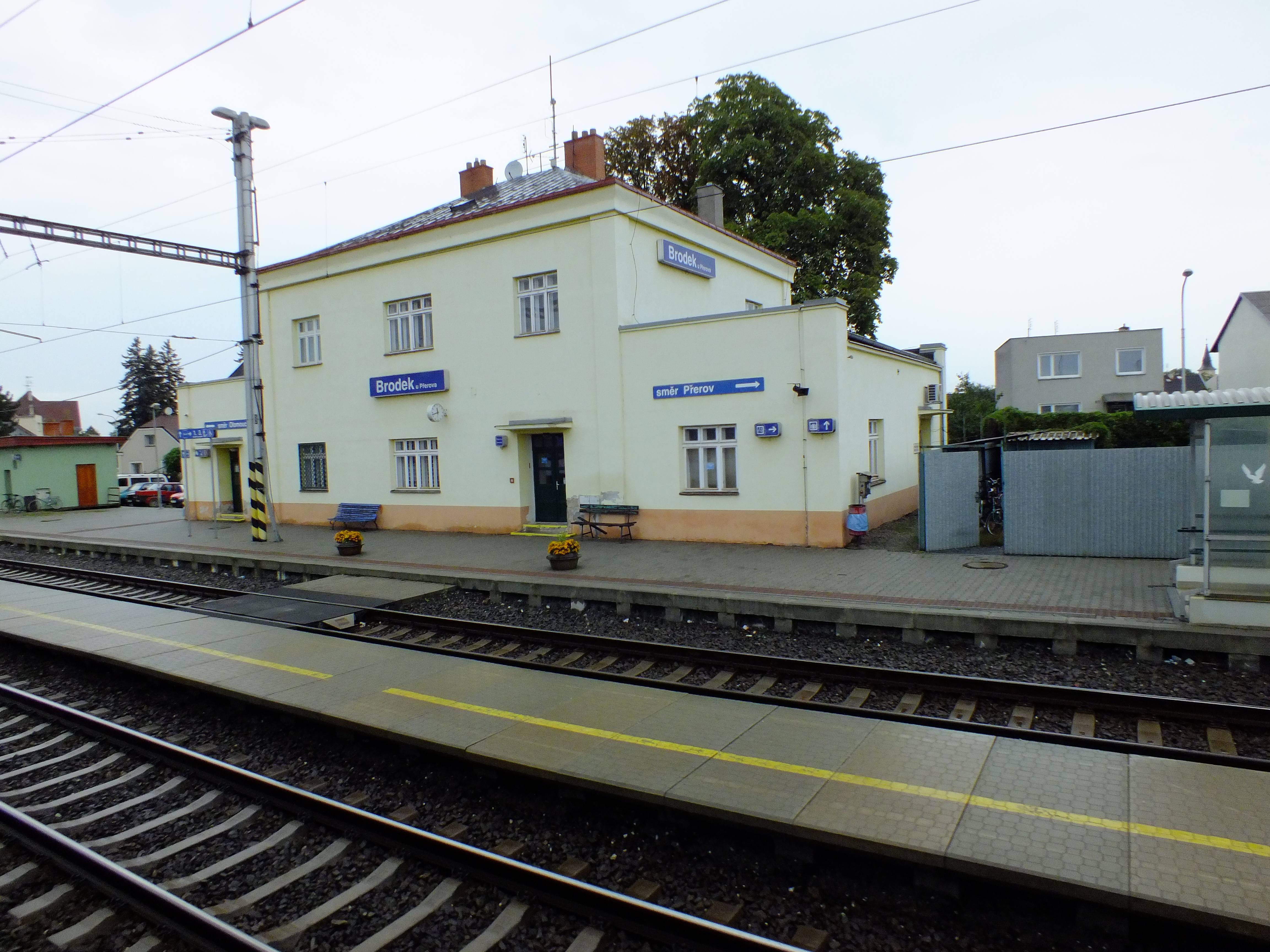
Brodek u Přerova
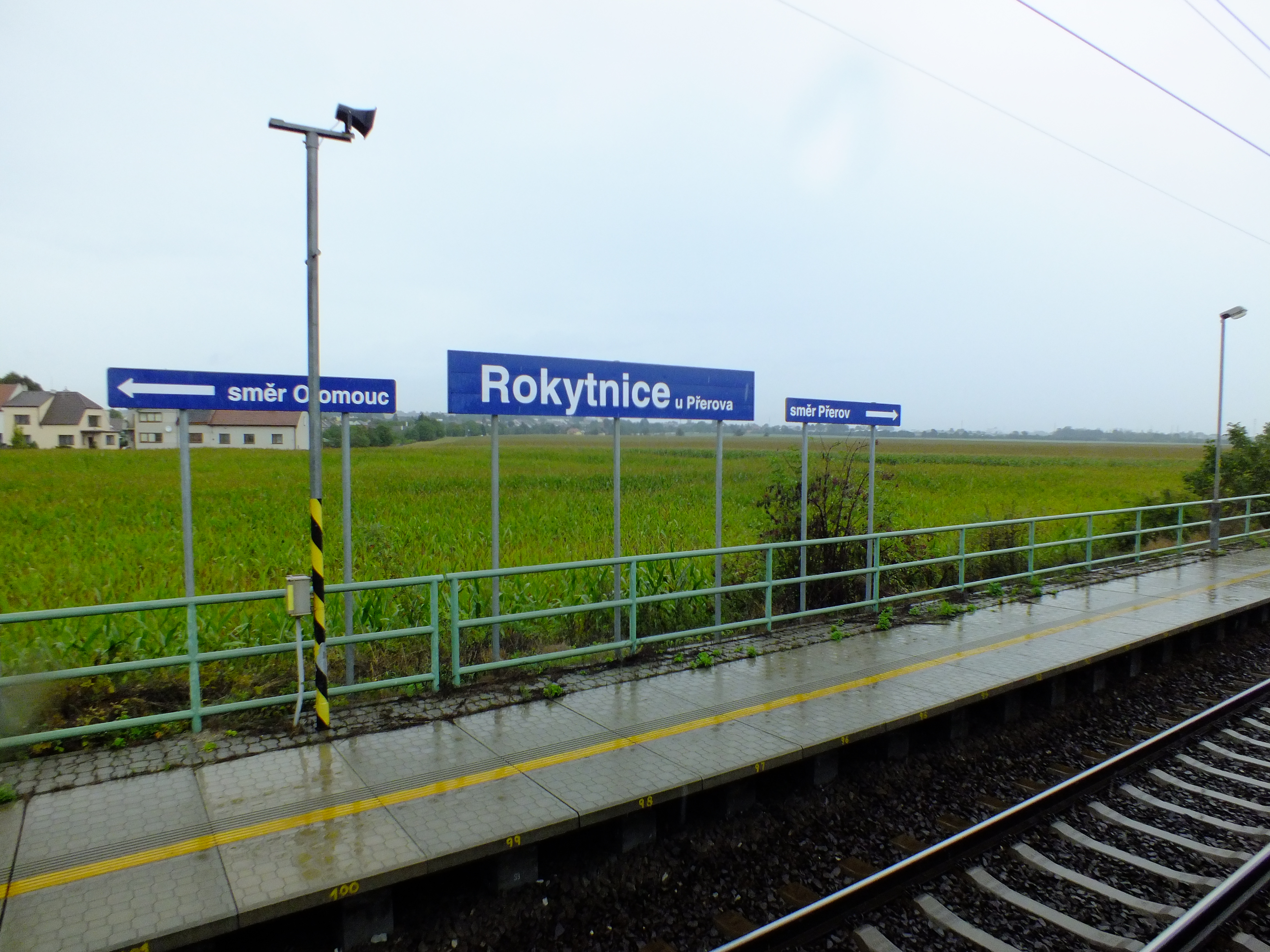
Rokytnice u Přerova
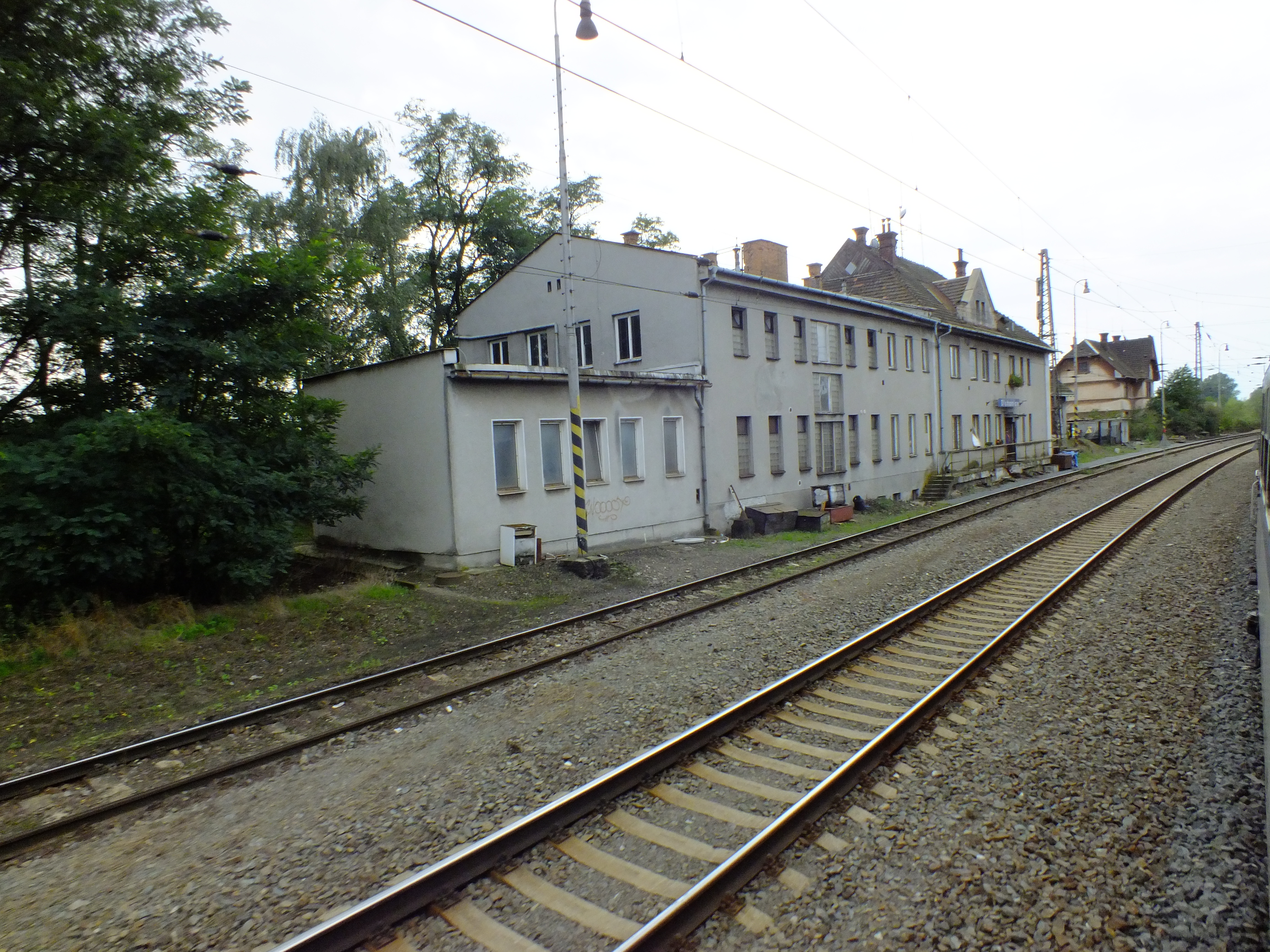
Výhybna Dluhonice
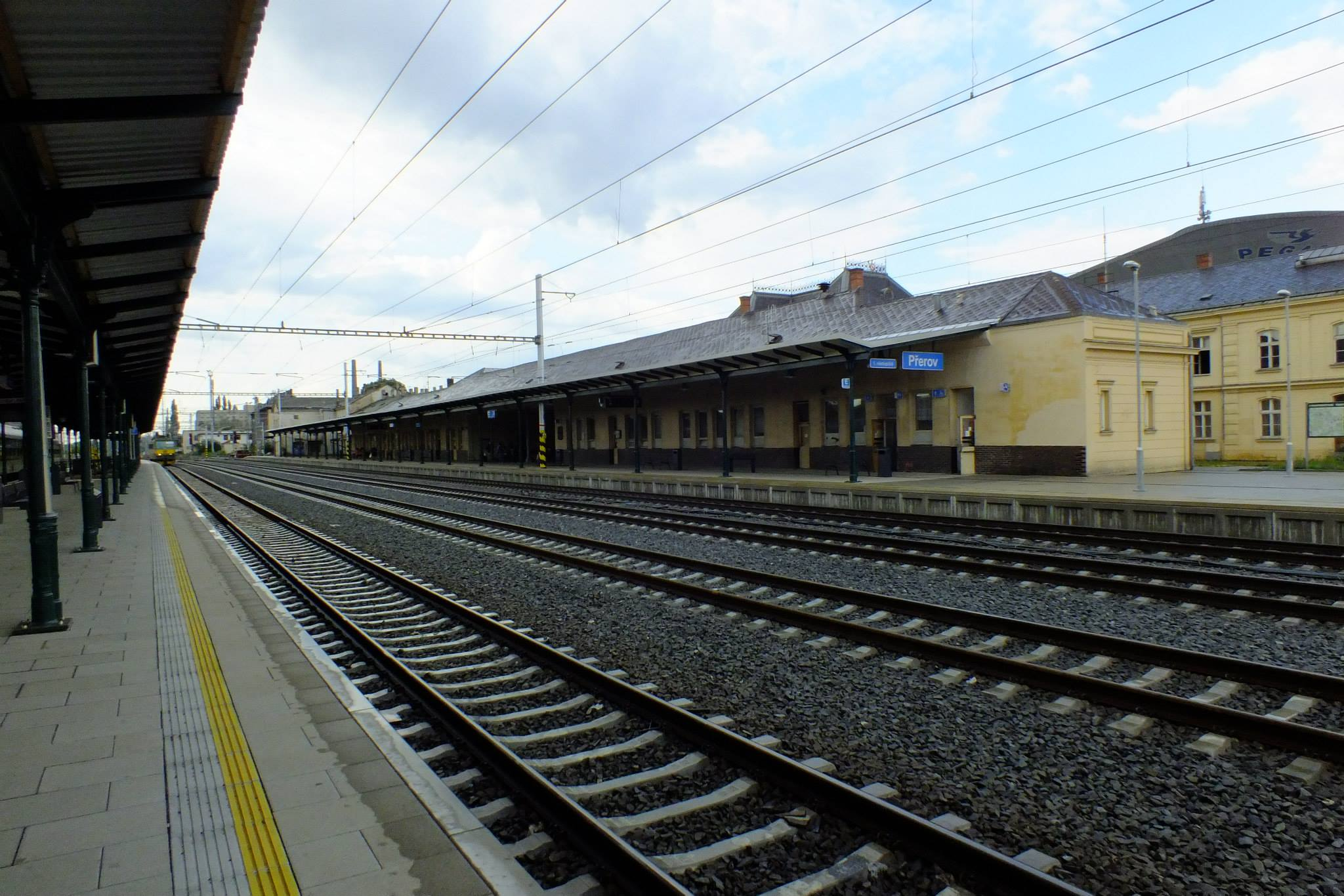
Přerov